# Procianidine

Struttura dell'epicatechina, uno dei costituenti della procianidina

Struttura della cianidina, prodotto della depolimerizzazione ossidativa della procianidina

Le procianidine sono molecole appartenenti alla famiglia delle proantocianidine, molecole della classe dei flavonoidi. Sono strutture molecolari formate da ripetizioni oligomeriche delle catechine e dell'epicatechina, che conducono alla formazione della cianidina quando sono depolimerizzati sotto condizioni ossidative.
Si rinvengono in numerose piante e frutti, come mele, aronia e vino rosso.